# Catumbi (bairro de São Paulo)
Catumbi é um bairro da cidade de São Paulo, localizado no distrito do Belém em sua porção norte. Possui limites com o distrito do Brás a oeste, com o distrito do Pari ao norte e com o bairro do Belenzinho ao sul.
Existem estudos do Governo do Estado de São Paulo para que o bairro abrigue a futura Estação Catumbi da linha 19 do metrô de São Paulo.